# Mușchi orbicular al gurii
Mușchiul orbicular al gurii (latină: musculus orbicularis oris) este un mușchi complex format din fibre care încercuiesc complet gura. Cu timpul, acest mușchi poate prezenta semne de ridare, datorită fumatului sau altor obiceiuri orale prelungite. În trecut a fost interpretat greșit ca un sfincter sau mușchi circular, fiind alcătuit de fapt din patru cvadranți independenți care se încrucișează și dau aspectul de circularitate.

## Structură

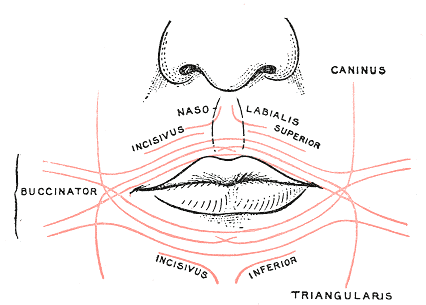
Dispunerea fibrelor mușchiului orbicular al gurii

Este format din fibre proprii ce formează porțiunea labială și fibre din mușchii învecinați ce formează porțiunea marginală.

### Partea marginală
Porțiunea marginală (latină: pars marginalis) este formată din fasciculele mușchilor învecinați (în plan profund de fibre ale mușchiului buccinator, iar în plan superficial de fibre ale mușchilor ridicător al unghiului gurii și coborâtor al unghiului gurii), care se încrucișează la nivelul comisurii, cu prelungire și în buza opusă.

### Partea labială
Porțiunea labială (latină: pars labialis) este porțiunea principală a orbicularului, ocupând marginea liberă a buzei. Porțiunea labială se inseră pe pielea și mucoasa comisurii buzelor, unde fasciculele buzelor se încrucișează între ele, și cu fibrele porțiunii marginale.

## Inervație
La nivelul glandei parotide, nervul facial se divide în cinci ramuri motorii. Mușchiul orbicular al gurii este inervat de ramurile bucală și mandibulară ale nervului facial.

## Vascularizație
Mușchiul orbicular al gurii primește sânge arterial în principal de la ramurile labiale superioară și inferioară ale arterei faciale, de la ramurile mentală și infraorbitală ale arterei maxilare și de la ramura facială transversă a arterei temporale superficiale.

## Acțiuni
Prin contracția porțiunii labiale se produce închiderea normală a gurii. Contracția porțiunii marginale determină închiderea forțată a gurii și răsfrângerea buzelor spre exterior, producând îngroșarea marginii libere a buzelor. Prin aceasta mușchiul participă la supt, suflat, fluierat și masticație. Dă aspectul caracteristic gurii și prin fibrele profunde comprimă buzele pe dinți.

## Embriologie
Asemenea celorlalți mușchi ai mimicii, mușchiul orbicular al gurii este de origine branhiomerică, derivat din cel de-al doilea arc branhial (hioid). Deși majoritatea mușchilor mimicii se dezvoltă numai dintr-una dintre multiplele lamine embrionare, orbicularul se dezvoltă din două lamine embrionare separate, lamina mandibulară (care se diferențiază parțial în fibrele inferioare ale orbicularului) și lamina infraorbitală (care se dezvoltă în fibrele superioare ale orbicularului).